# Machhiwara
Machhiwara (ਪੰਜਾਬੀ: ਮਾਛੀਵਾੜਾ) é uma cidade e uma nagar panchayat no distrito de Ludhiana, no estado indiano de Punjab.

## Geografia
Machhiwara está localizada a 30° 55′ N, 76° 12′ L. Tem uma altitude média de 262 metros (859 pés).

## Demografia
Segundo o censo de 2001, Machhiwara tinha uma população de 18,363 habitantes. Os indivíduos do sexo masculino constituem 53% da população e os do sexo feminino 47%. Machhiwara tem uma taxa de literacia de 60%, superior à média nacional de 59.5%: a literacia no sexo masculino é de 64% e no sexo feminino é de 56%. Em Machhiwara, 14% da população está abaixo dos 6 anos de idade.